# بلاکستریم
بلاکستریم (انگلیسی: Blockstream) یک شرکت فناوری بلاک چین است که توسط آدام بک، یکی از بنیان‌گذاران آن، رهبری می‌شود. دفتر مرکزی این شرکت در شهر ویکتوریا، مرکز استان بریتیش کلمبیای کانادا قرار دارد و در سراسر جهان دارای دفاتر و کارکنان است. این شرکت طیف وسیعی از محصولات و خدمات را برای ذخیره و انتقال بیت‌کوین و سایر دارایی‌های دیجیتال توسعه می‌دهد.
تا به امروز، این شرکت از سرمایه‌گذاران، از جمله شرکت‌های سرمایه‌گذاری خطرپذیر هورایزن ونچرز، موزاییک ونچرز و شرکت بیمه فرانسوی آکسا، مبلغ ۲۱۰ میلیون دلار جمع آوری کرده است.

## محصولات

### شبکه لیکوئید (Liquid Network)
در تاریخ ۱۲ اکتبر سال ۲۰۱۵، شرکت بلاکستریم از انتشار نمونه اولیه شبکه جانبی Liquid خود خبر داد که می تواند انتقال دارایی‌ها بین شبکه جانبی Liquid و بلاک چین اصلی بیت‌کوین را امکان پذیر کند.در تاریخ ۱۱ اکتبر سال ۲۰۱۸، اجرای آماده تولید شبکه جانبی Liquid به‌طور رسمی با نام شبکه Liquid راه‌اندازی شد. شبکه Liquid برای تسهیل قابلیت همکاری بین بلاک چین اصلی بیت‌کوین و شبکه جانبی Liquid به منظور گسترش قابلیت‌های بیت‌کوین طراحی شده است.
شبکه Liquid با استفاده از Elements Core ساخته شده است؛ یک پروتکل شبکه جانبی که توسط بلاکستریم طراحی شده و بر اساس کد پایه Bitcoin Core ساخته شده است. Elements Core ویژگی‌های جدیدی را معرفی می کند، از جمله تراکنش‌های محرمانه، Segregated Witnesses (یا SegWit)، صدور دارایی‌های بومی و آپ‌کدهای جدید. نسخه 0.18.1.6 Elements Core در مارس ۲۰۲۰ منتشر شد.
شرکت بلاکستریم ادعا می‌کند که شبکه Liquid تأخیرها و اصطکاک ناشی از انتقال معمولی بیت‌کوین را کاهش می‌دهد. بلاکستریم تأکید می‌کند که صرافی‌های مشارکت کننده – از جمله بیت‌فینکس، بیت‌مکس و اوکی‌کوین – می‌توانند ریسک طرف مقابل را برای معامله گران کاهش دهند و تراکنش‌های مالی تقریباً فوری را بین پلتفرم خود و سایر صرافی‌ها یا کیف پول‌های معامله‌گر امکان پذیر کنند. بلوک‌های جدید هر دقیقه به شبکه جانبی Liquid اضافه می‌شوند، در حالی که فاصله زمانی بین بلوک‌های بیت‌کوین ۱۰ دقیقه است.

### ماهواره بلاکستریم
شرکت بلاکستریم در سال ۲۰۱۷، اعلام کرد که پخش ماهواره‌ای یک‌طرفه بلاک چین کامل بیت کوین در دسترس قرار گرفته‌ است تا امکان انتشار تراکنش‌های معتبر بیت کوین را برای افرادی که دسترسی به اینترنت ندارند یا در زمان‌هایی که اختلالاتی مانند قطعی اینترنت پیش می‌آید، امکان‌پذیر کند. در سال ۲۰۱۸، بلاکستریم شبکه ماهواره‌ای بیت کوین را به چهار ماهواره در شش منطقه تحت پوشش گسترش داد و مناطق آسیا و اقیانوسیه را نیز به مناطق تحت پوشش خود اضافه کرد. شرکت بلاکستریم همچنین مشخصات API (واسط برنامه‌نویسی کاربردی) را منتشر کرد تا به کاربران اجازه دهد که داده‌ها را از طریق شبکه بلاکستریم ارسال کنند. تا سال ۲۰۱۹، این شبکه تنها یک شبکه یک‌طرفه است و کاربر هنوز برای ارسال تراکنش‌ها به اتصال به شبکه بیت‌کوین نیاز دارد. این اتصال می‌تواند از طریق درگاه‌های پیامک یا اینترنت با هزینه بالاتر انجام شود. دریافت داده‌های کامل بلاک بیت‌کوین از طریق ماهواره هزینه‌بر است، اما ارسال یک تراکنش به‌صورت تکی مقرون‌به‌صرفه است.

### سرویس انتقال فایل
ماهواره بلاکستریم با استفاده از شبکه لایتنینگ (Lightning Network) به‌عنوان وسیله پرداخت، سرویس انتقال فایل کم هزینه‌ای را ارائه می‌دهد که در آن هر کسی می‌تواند داده‌ها را در شبکه ماهواره‌ای پخش جهانی بلاکستریم منتقل کند. مهم‌ترین ویژگی سرویس انتقال فایل بلاکستریم این است که گیرندگان به‌طور کامل غیرقابل ردیابی هستند و سطح بی‌نظیری از حریم خصوصی را برای کاربران فراهم می‌کند که در شبکه‌های متداول مانند اینترنت قابل دستیابی نیست. این سرویس به هیچ سخت‌افزار خاصی نیاز ندارد و کاملاً با تجهیزات موجود برای تماشای تلویزیون ماهواره‌ای روی رایانه، سازگار است.

### فید داده‌ی رمزارز
در اوایل سال ۲۰۱۸، بلاکستریم از همکاری با شرکت اینترکانتیننتال اکسچنج (ICE) برای راه‌اندازی یک فید داده‌ی بازار رمزارز خبر داد. مؤسسات مالی که از این فید استفاده می‌کنند، داده‌های جامع تاریخی قیمت و عمق بازار را برای صدها جفت رمزارز و پول بدون پشتوانه (پول فیات) از بیش از ۱۵ صرافی رمزارز در سراسر جهان دریافت می‌کنند.

## همکاری‌های صنعتی

### دیجیتال گاراژ
بلاکستریم در ژانویه ۲۰۱۹ با یک شرکت فناوری اینترنتی مستقر در توکیو به نام دیجیتال گاراژ، برای ایجاد کریپتو گاراژ همکاری کرد. این سرمایه‌گذاری مشترک به توسعه بیت کوین و فناوری بلاک چین برای بازار نهادی ژاپن اختصاص یافته است. اولین محصول این مشارکت که SETTLENET نام دارد، یک پروتکل است که برای فعال کردن استفاده سازمانی از مبادلات اتمی طراحی شده است. کریپتو گاراژ، یکی از اولین شرکت‌های فین‌تک در برنامه جعبه شنی نظارتی دبیرخانه هیئت دولت ژاپن برای شرکت‌های بلاک چین است.

## تحقیقات و ابتکارات منبع باز
شرکت بلاکستریم علاوه بر ابتکارات سازمانی خود، در تعدادی از برنامه‌های منبع باز نیز مشارکت دارد.

### بیت‌کوین
بلاکستریم برخی از توسعه‌دهندگان برجسته Bitcoin Core را استخدام می‌کند. مهندسان شرکت بلاکستریم یک زبان توسعه قرارداد هوشمند بیت کوین به نام Miniscript را توسعه دادند که در حال حاضر دارای در زبان‌های برنامه‌نویسی ++C و راست (Rust) پیاده‌سازی‌ شده است.

### شبکه لایتنینگ (Lightning Network)
روستی راسل توسعه‌دهنده بلاکستریم، اولین توسعه‌دهنده بیت کوین بود که سعی کرد شبکه لایتنینگ را در تابستان ۲۰۱۵ پیاده‌سازی کند. بلاکستریم نسخه 0.8.1 c-lightning را که پیاده‌سازی خود شرکت از شبکه لایتنینگ است، در فوریه ۲۰۲۰ منتشر کرد.

### تحقیق در زمینه امنیت و حریم خصوصی از طریق رمزنگاری
شرکت بلاکستریم در زمینه دارایی‌های محرمانه، تراکنش‌های محرمانه، امضاهای چندگانه و جمعی امن و زبان سیمپلیسیتی (Simplicity) که یک زبان برنامه‌نویسی بلاک چین است، تحقیقاتی را منتشر کرده است.